# Malice in Wonderland (2009)
Malice in Wonderland is een Britse film uit 2009 onder regie van Simon Fellows. De film is een hedendaagse versie van Lewis Carroll's Alice in Wonderland.

## Verhaal
Een Amerikaanse student genaamd Alice wordt tijdens een verblijf in Londen aangereden door een taxi. Wanneer ze bijkomt, lijdt ze aan geheugenverlies en is ze verdwaald in een wereld die ze niet kent. Ze is beland in de Londense onderwereld die gevuld is met bizarre en opmerkelijke figuren. Ze wordt rondgeleid door taxichauffeur Whitey, terwijl ze wanhopig probeert uit te zoeken wie ze is en hoe ze thuis kan komen.

## Rolverdeling
- Maggie Grace - Alice
- Danny Dyer - Whitey
- Nathaniel Parker - Harry Hunt
- Matt King - Gonzo
- Bronagh Gallagher - Hattie
- Anthony Higgins - Rex
- Paul Kaye - Caterpillar
- Gary Beadle - Felix Chester

## Trivia
In eerste instantie zou The O.C. actrice Mischa Barton de hoofdrol spelen, maar ze werd vervangen door Maggie Grace.